# Бобара
Бобара је мало ненасељено острво у хрватском делу Јадранског мора.
Бобара лежи 2 km источно од Цавтата. Површина острва, које на северозападу има велику пешчану плажу, износи 0,064 km². Дужина обалске линије је 1,25 km. Највиши врх је висок 45 m.
Од 1482. године на острво је пресељена прва болница (лазарет) Дубровачке републике која је на суседном Мркану радила у периоду од 1377. до 1482. године. Острво је у својој историји било насељено само у периоду рада болнице. На острву је очувано око 100 метара одбрамбеног зида изграђеног у 15. веку.